# IAMMONEY
IAMMONEY(1991년 ~)는 대한민국의 힙합 래퍼 겸 프로듀서이다. 예명과 이름은 아이엠머니(IAMMONEY), 박상빈이다.

주로 멤피스랩과 지펑크 장르를 지향하고 있으며, BUSYNESSBOY (BUSYNESSMANE)와 형제임과 동시에, 뉴웨이브 레코즈에 합류하고 있는 아티스트이다.